# Voltaïet

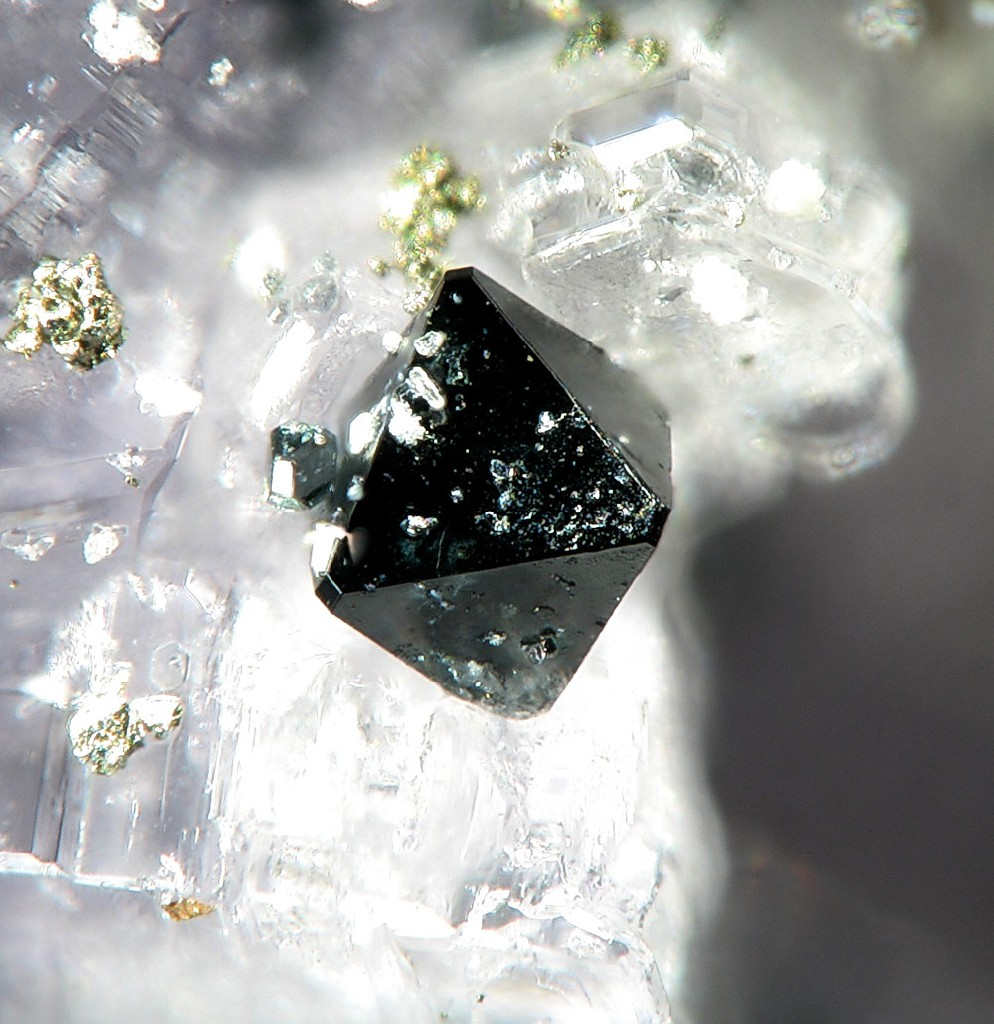
Voltaïet

Het mineraal voltaïet is een hydrosulfaat met de chemische formule K2Fe(II)5Fe(III)3Al(SO4)8{\displaystyle \cdot }18(H2O). Het is een donkergroen, olijfgroen of zwart mineraal met een hardheid van 3 tot 3,5 en een gemiddelde dichtheid van 2,7 g/cm³.
Voltaïet is genoemd naar de Italiaanse natuurkundige Alessandro Volta (1745 - 1827). Het komt voor in vulkanische omgeving zoals bij fumarolen en in evaporietafzettingen.

## Verwante mineralen
- alunogeen
- szomolnokiet